# سسک بیشه ناهنجار
سسک بیشه ناهنجار (نام علمی: Cettia flavolivacea) نام یک گونه از سرده سسک‌های بیشه نمادین است.